# Sămânța cosmică
| „Sămânța cosmică” („Space Seed”) Star Trek: Seria originală Khan și Lt. McGivers | „Sămânța cosmică” („Space Seed”) Star Trek: Seria originală Khan și Lt. McGivers |
| -------------------------------------------------------------------------------- | --- |
| Episodul                                                                         | 22 |
| Regia:                                                                           | Marc Daniels |
| Scenariul:                                                                       | Gene L. Coon Carey Wilber |
| Premiera:                                                                        | 16 februarie 1967 |
| Distribuție:                                                                     | Invitați: - Ricardo Montalban-Khan Noonien Singh - Madlyn Rhue - Lt. Marla McGivers - Blaisdell Makee - Spinelli - Mark Tobin - Joaquin - Kathy Ahart - Femeie din Echipaj - John Winston - Tehnician Transporturi |
| Durata:                                                                          | 50 de minute |
| Precedat de:                                                                     | The Return of the Archons |
| Urmat de:                                                                        | „A Taste of Armageddon” |
| IMDb:                                                                            | Profil IMDb |

Sămânța cosmică este al 22-lea episod din Star Trek: Seria originală, sezonul I. A avut premiera la 16 februarie 1967 și a fost reluat la 24 august 1967. Este scris de Gene L. Coon și Carey Wilber, după o poveste de Carey Wilber și regizat de Marc Daniels. Acest episod servește ca introducere pentru cel de-al doilea film Star Trek din 1982, Star Trek II: Furia lui Khan.
În acest episod apar ca actori invitați Ricardo Montalbán ca Noonien Singh, Khan și Madlyn Rhue ca Lt. Marla McGivers.
"Space Seed" a fost considerat unul dintre cele mai bune episoade ale seriei de către Cinefantastique și  IGN. Filmul din 1982 Star Trek II: Furia lui Khan este un sequel al acestui episod.  Referințe la "Space Seed" apar în alte episoade din Star Trek: Deep Space Nine, Star Trek: Enterprise, dar și în filmul din 2013 Star Trek Into Darkness.

## Prezentare
Nava Enterprise descoperă o veche navă dormitor, SS Botany Bay, care scăpase din Războiul eugenic de pe Pământ din ultima parte a secolului 20. Pasagerii, produse ale ingineriei genetice, conduși de către criminalul de război Khan Noonien Singh, preiau controlul navei Enterprise și încearcă să o distrugă.